# L'Arena di Pola
L'Arena di Pola è un mensile italiano edito a Trieste.
Fu fondato nel 1945 a Pola, all'epoca città sotto amministrazione alleata a maggioranza italofona, che nel 1947 passerà alla Jugoslavia, ed è oggi in Croazia.

## Storia
Nacque come quotidiano sotto la spinta del Comitato di Liberazione Nazionale di Pola che aveva contatti con gli esuli giuliani in Italia e con il Comitato di Liberazione Nazionale italiano; la sua politica fu sempre contro il passaggio di Pola alla Jugoslavia, dato che era sotto amministrazione alleata. Il 14 maggio 1947 sospese le pubblicazioni a Pola e le riprese come periodico a Gorizia e successivamente a Trieste. Attualmente la sede è in Via Malaspina. Dal 1945 al 1947 L'Arena di Pola aveva sede a Pola in via Giulia, 1 (direzione e redazione) e in via Sergia, 51 (amministrazione).
Dal 1967 è organo di riferimento degli esuli polani di lingua italiana.